# The Good Fight
The Good Fight (La batalla ejemplar en Hispanoamérica) es una serie de televisión estadounidense de temática jurídica, producida por la cadena CBS y estrenada en el servicio de vídeo bajo demanda de la cadena, CBS All Access. Esta serie es una secuela de The Good Wife, que se mantuvo en pantalla entre 2009 y 2016, con bastante éxito. Ambas están escritas y producidas por Michelle y Robert King.
La primera temporada que consta de 10 episodios, se estrenó en febrero de 2017. y está protagonizada por Christine Baranski en el papel de la abogada Diane Lockhart que ya interpretaba en The Good Wife, ahora, un año después se ve obligada a abandonar el bufete Lockhart, Decker, Gussman, Lee, Lyman, Gilbert-Lurie, Kagan, Tannebaum, & Associates después de un escándalo financiero que destruye su reputación y la deja arruinada. Se replantea su futuro y se incorpora al despacho en el que ya trabaja Luca Quinn (Cush Jumbo).
La segunda temporada de la serie, que consta de 13 episodios, se estrenó de forma simultánea en todo el mundo en marzo de 2018, la tercera en marzo de 2019 y la cuarta en abril de 2020.
La serie ha sido renovada por una quinta temporada. El 18 de mayo de 2021, Paramount+, anunció el estreno de la quinta temporada para el 24 de junio de 2021. En julio de 2021, fue renovada por una sexta y última temporada, la cual se estrenó el 8 de septiembre de 2022.

## Sinopsis
Un año después del final de la serie de The Good Wife, una enorme estafa financiera destruye la reputación de la joven abogada Maia Rindell y borra los ahorros de su mentora, Diane Lockhart. Las dos se ven obligadas a abandonar Lockhart, Deckler, Gussman, Lee, Lyman, Gilbert-Lurie, Kagan, Tannebaum y Asociados y se unen a Lucca Quinn, exempleada de Diane en Reddick, Boseman y Kolstad, una prestigiosa firma de propiedad afroamericana que está haciendo olas asumiendo casos de brutalidad policial en Illinois. En la segunda temporada, Diane se convierte en socia de la firma, que toma el nombre de Reddick, Boseman & Lockhart.
La serie gira en torno, principalmente, de las historias de sus tres protagonistas femeninas, Diane, Lucca y Maia, y contiene comentarios políticos y sociales considerables, que exploran temas de actualidad como la derecha alternativa, el movimiento Me Too, el acoso en línea y las noticias falsas. Además de comenzar de nuevo en una nueva firma con su propia política de oficina con la que lidiar, la demócrata Diane debe navegar por un mundo que apenas reconoce, y se preocupa cada vez más por la política de la era Trump y las acciones de su administración. Lucca Quinn, una exempleada de Diane, ha encontrado una base firme en Reddick, Boseman & Lockhart y es una estrella en ascenso en la pista de socios, equilibrando su dedicación a su trabajo y un enredo romántico con el fiscal federal Colin Morello, un abogado opositor frecuente. Mientras tanto, Maia, la ahijada de Diane, está tratando de hacer que su carrera legal tenga un buen comienzo, mientras se ve presionada por el FBI por su presunta participación en el esquema Ponzi de su padre.

## Reparto y personajes

### Reparto principal
| Leyenda   |            |              |
| Principal | Recurrente | Invitado (a) |

| Actor/Actriz       | Personaje            | Temporadas | Temporadas | Temporadas | Temporadas | Temporadas | Temporadas |
| Actor/Actriz       | Personaje            | 1          | 2          | 3          | 4          | 5          | 6          |
| ------------------ | -------------------- | ---------- | ---------- | ---------- | ---------- | ---------- | ---------- |
| Christine Baranski | Diane Lockhart       | Principal  | Principal  | Principal  | Principal  | Principal  | Principal  |
| Sarah Steele       | Marissa Gold         | Principal  | Principal  | Principal  | Principal  | Principal  | Principal  |
| Cush Jumbo         | Lucca Quinn          | Principal  | Principal  | Principal  | Principal  | Invitada   |            |
| Delroy Lindo       | Adrian Boseman       | Principal  | Principal  | Principal  | Principal  | Invitado   |            |
| Rose Leslie        | Maia Rindell Hanson  | Principal  | Principal  | Principal  |            |            |            |
| Erica Tazel        | Barbara Kolstad      | Principal  | Invitada   |            |            |            |            |
| Justin Bartha      | Colin Morrello       | Principal  | Principal  |            |            |            |            |
| Zach Grenier       | David Lee            | Invitado   |            |            | Principal  | Principal  | Invitado   |
| Nyambi Nyambi      | Jay Dipersia         | Recurrente | Principal  | Principal  | Principal  | Principal  | Principal  |
| Michael Boatman    | Julius Cain          | Recurrente | Principal  | Principal  | Principal  | Principal  | Principal  |
| Audra McDonald     | Liz Lawrence         |            | Principal  | Principal  | Principal  | Principal  | Principal  |
| Michael Sheen      | Roland Blum          |            |            | Principal  |            |            |            |
| John Larroquette   | Gavin Firth          |            |            |            | Principal  |            |            |
| Mandy Patinkin     | Hal Wackner          |            |            |            |            | Principal  |            |
| Charmaine Bingwa   | Carmen Moyo          |            |            |            |            | Principal  | Principal  |
| Andre Braugher     | Ri'Chard Lane        |            |            |            |            |            | Principal  |
| John Slattery      | Dr. Lyle Bettencourt |            |            |            |            |            | Principal  |

#### Datos de los personajes principales
- Christine Baranski es Diane Lockhart,[nota 1] una abogada que pierde sus ahorros después un enorme escándalo financiero que le obliga a incorporarse a otro bufete de Chicago.[8]
- Rose Leslie es Maia Rindell Hanson, es una abogada ahijada de Diane que empieza el ejercicio de la abogacía y se incorpora al mismo despacho que Diane.[9]
- Erica Tazel es Barbara Kolstad (temporada 1).[10][11]
- Sarah Steele es Marissa Gold, comienza siendo la secretaria de Diane Lockhart y después se convierte en investigadora del bufete.[nota 1][12]
- Cush Jumbo es Lucca Quinn, que trabaja con Diane y Maia en el mismo bufete de abogados de Chicago.[nota 1][13]
- Delroy Lindo es Adrian Boseman, el socio del bufete que ofrece trabajo a Diane después de sus problemas financieros.[14]
- Justin Bartha es Colin Morrello, es un abogado de la oficina de la fiscalía.[15]
- Nyambi Nyambi es Jay Dipersia, investigador del RBL.[16]
- Michael Boatman es Julius Cain.[nota 1][17]
- Audra McDonald es Liz Reddick-Lawrence, una exfiscal de los Estados Unidos y la exesposa del socio Adrian Boseman, quien llega a la firma como socio después de la muerte de su padre.
- Michael Sheen es Roland Blum, un nuevo abogado que trabaja con Maia en un juicio por asesinato.[18]
- Zach Grenier como David Lee, el exjefe sardónico de derecho de familia en el bufete anterior de Diane, Lockhart Gardner. Ahora es socio de STR Laurie, una firma internacional que compró Reddick, Boseman & Lockhart.[nota 1][19]
- John Larroquette como Gavin Firth, "un socio principal en el poderoso bufete de abogados multinacional STR Laurie, que ha adquirido Reddick, Boseman & Lockhart".
- Charmaine Bingwa como Carmen Moyo (temporada 5), una nueva asociada al Reddick Lockhart.[20]
- Mandy Patinkin como Hal Wackner (temporada 5), un laico sin formación jurídica que abre un tribunal en la parte trasera de una copistería.[21]
- Andre Braugher como Ri’Chard Lane (temporada 6), un nuevo socio principal del bufete.[22]
- John Slattery como Dr. Lyle Bettencourt (temporada 6), psicólogo que ayuda a Diane a superar su crisis emocional.[23]

### Recurrentes
- Zachary Booth como Jerry Warshofsky (temporadas 1–2), fundador, junto con Tom Duncan, de Reddick, Boseman & Lockhart, quién usa algoritmos desde los ordenadores para comprobar quién apoya el dollar.
- Gary Cole como Kurt McVeigh, marido de Diane Lockhart.[nota 1]
- Corey Cott como Tom C. Duncan (temporadas 1–2), fundador junto con Jerry Warshofsky, de Reddick, Boseman & Lockhart.
- William M. Finkelstein como Simon Kassovitz, un juez judío conservador.
- Paul Guilfoyle como Henry Rindell (temporadas 1–2), padre de Maia.
- Adam Heller como Wilbur Dincon (temporadas 1–2, 4).
- Chalia La Tour como Yesha Mancini (temporada 1), representante legal de Maia ante los juicios contra su padre.
- Jane Lynch como Madeline Starkey (temporadas 1–2, invitada 5), agente del FBI.
- Andrea Martin como Francesca Lovatelli, madre de Colin Morello.
- Tom McGowan como Jax Rindell (temporada 1), tío de Maia.
- John Cameron Mitchell como Felix Staples (temporada 1, 3–6).
- Matthew Perry como  Mike Kresteva (temporada 1).[nota 1]
- Bernadette Peters como Lenore Rindell (temporadas 1–2), madre de Maia.
- Carrie Preston como Elsbeth Tascioni (temporadas 1–2, invitada 6), abogada.[nota 1][24]
- Fisher Stevens como Gabriel Kovac (temporadas 1–2, 4), abogado.
- Heléne Yorke como Amy Breslin (temporadas 1–2), asistente del fiscal del estado y novia de Maia.[25]
- Alan Alda como Solomon Waltzer (temporadas 2–6).
- Wendell B. Franklin como Captain Ian Lawrence (temporadas 2–3), marido de Liz.
- Taylor Louderman como Tara Strokes (temporadas 2–3), estrella del porno en relación con Donald Trump.
- Margo Martindale como Ruth Eastman (temporada 2, invitada 5).[nota 1]
- Tim Matheson como Tully (temporada 2), amante de Diane.
- Rob McClure como Trig Mullaney (temporada 2, invitado 5).
- Mike Pniewski como Frank Landau (temporada 2–6), jefe del Democatric Partie en Chicago.[nota 1]
- Keesha Sharp como Naomi Nivola (temporada 2–6).
- Lauren Patten como Polly Dean (temporada 3).
- Tamberla Perry como Charlotte Hazlewood (temporada 3–4, invitada 5).
- Kate Shindle como Rachelle Max (temporada 3).
- Hugh Dancy como Caleb Garlin (temporada 4–5).
- Chasten Harmon como Bianca Skye (temporada 4).
- Wanda Sykes como Allegra Durado (temporada 5).[26]
- Wayne Brady como Del Cooper (temporada 5–6), productor de televisión.[27]
- Tony Plana como Oscar Rivi (temporada 5–6), un cliente importante del RB&L.
- Ben Shenkman como Ben-Baruch (temporada 6), abogado asociado en el caso criminal contra Charles Lester.
- Phylicia Rashad como Renetta Clark (temporada 6)[28]
- Shahar Isaac como Zev Beker (temporada 6)[28]

### Notables invitados
- Jerry Adler como Howard Lyman[nota 1] (temporadas 1–2).[29]
- Jane Alexander como Suzanne Morris (temporadas 1–2), una jueza.
- Becky Ann Baker como Alma Hoff (temporadas 1–2), una abogada de una firma rival.
- Dylan Baker como Colin Sweeney[nota 1] (temporadas 1–2), cliente habitual de la firma.
- Mark Linn-Baker como Don Linden (temporada 1), un juez
- Jason Biggs como Dylan Stack[nota 1] (temporada 1), socio emergente en la creación de Bitcoin.
- Louis Gossett Jr. como Carl Reddick (temporada 1), socio de la compañía a quién se le retira tras la salida de escándalos, posteriores a su muerte en la temporada 2.
- John Benjamin Hickey como Neil Gross[nota 1] (temporada 1), compañero de Internet firm Chumhum.
- Jayne Houdyshell como Renee (temporadas 1–2), amigo de Diane.
- Christine Lahti como Andrea Stevens[nota 1] (temporadas 1–2), abogado de Los Ángeles que frecuentemente aparece en contra de Reddick.
- Greta Lee como Amber Wood-Lutz (temporadas 1–2), joven abogado.
- Denis O'Hare como Charles Abernathy[nota 1] (temporadas 1–2, 5), un juez.
- Kevin Pollak como Kyle Gallo (temporada 1), un juez.
- Aaron Tveit como Spencer Zschau[nota 1] (temporadas 1, 3 & 5), asistente de United States attorney.
- F. Murray Abraham como Burl Preston[nota 1]  (temporada 2), un importante abogado de Los Ángeles que represente a grandes estudios y a famosos.
- Obba Babatunde como Danny Quinn (temporada 2), padre de Lucca.
- Christian Borle como Carter Schmidt[nota 1]  (temporada 2), rival abogado.
- Mike Colter as Lemond Bishop[nota 1]  (temporadas 2–3), cliente habitual de Diane, quién entró en prisión por delitos de contrabando.
- Kurt Fuller como Peter Dunaway[nota 1]  (temporadas 2–3), juez asociado y compañero de Diane por poco tiempo.
- Mamie Gummer como Nancy Crozier[nota 1]  (temporadas 2 & 5), abogada rival de Diane.
- Megan Hilty como Holly Westfall[nota 1]  (temporada 2), amante de Kurt mientras estuvo casado con Diane.
- Nikki M. James como Monica Timmons[nota 1]  (temporadas 2 & 4), una joven afroamericana abogada.
- Judith Light como Deidre Quinn (temporada 2), madre de Lucca.
- Richard Masur como Geoffrey Solomon (temporada 2).
- Bebe Neuwirth como Claudia Friend (temporada 2).
- Rob Reiner como Josh Brickner (temporadas 2 & 4), un juez.
- Wallace Shawn como Charles Lester[nota 1]  (temporadas 2 & 5-6).
- Linda Emond como Leora Kuhn[nota 1] (temporada 4).
- Andrea Navedo como Marta Tecades, una cliente de Diane relacionada con el Memo 618 (temporada 4).
- Raul Esparza como Brian Kneef (temporada 4).
- Stephen Lang como David Cord, fundador del Judge Wackner's show. (temporada 5)[30]
- Danny Pino como Ricardo Diaz (temporada 5)[31]
- Alan Cumming como Eli Gold[nota 1] (temporada 6).

## Temporadas
| Temporada | Temporada | Episodios | Episodios | Lanzamiento original    | Lanzamiento original    | Lanzamiento original |
| Temporada | Temporada | Episodios | Episodios | Primera emisión         | Última emisión          | Cadena               |
| --------- | --------- | --------- | --------- | ----------------------- | ----------------------- | -------------------- |
|           | 1         | 10        | 10        | 19 de febrero de 2017   | 16 de abril de 2017     | CBS All Access       |
|           | 2         | 13        | 13        | 4 de marzo de 2018      | 27 de mayo de 2018      | CBS All Access       |
|           | 3         | 10        | 10        | 14 de marzo de 2019     | 16 de mayo de 2019      | CBS All Access       |
|           | 4         | 7         | 7         | 9 de abril de 2020      | 28 de mayo de 2020      | CBS All Access       |
|           | 5         | 10        | 10        | 24 de junio de 2021     | 26 de agosto de 2021    | Paramount+           |
|           | 6         | 10        | 10        | 8 de septiembre de 2022 | 10 de noviembre de 2022 | Paramount+           |

## Producción

### Desarrollo
En febrero de 2016, Michelle y Robert King, cuando se les preguntó sobre un spin-off, declararon que existía la posibilidad de una serie spin-off. En mayo de 2016, CBS estaba en negociaciones finales para establecer un spin-off con Christine Baranski retomando su papel de Diane Lockhart, pero que se emitiría en CBS All Access en lugar de en la red. El spin-off se ordenó oficialmente para la serie el 18 de mayo, y Cush Jumbo también regresó. En septiembre de 2016, se confirmó que el spin-off de 10 episodios se estrenaría en febrero de 2017, con la historia retomando un año después del episodio final de la serie original y viendo a Diane expulsada de su empresa después de una estafa financiera que involucró a su protegida. acaba con sus ahorros, lo que resulta en su mudanza a la firma de Lucca Quinn.  La serie estaba inicialmente planeada para emitirse en mayo de 2017, pero se trasladó a febrero de 2017 después de que los retrasos en la producción obligaron a CBS a posponer el estreno de la nueva serie, Star Trek: Discovery. Después de meses de especulaciones, CBS reveló el título de la serie derivada, que se reveló como The Good Fight, el 31 de octubre de 2016. Se anunció que The Good Fight se estrenaría el 19 de febrero de 2017. CBS lanzó el primer tráiler del spin-off el 18 de diciembre de 2016, con imágenes del estreno y episodios posteriores.
El 15 de marzo de 2017, CBS All Access renovó el programa para una segunda temporada con un mayor número de episodios de 13, que se estrenó el 4 de marzo de 2018. El 2 de mayo de 2018, la serie se renovó por una tercera temporada.  En enero de 2019, se anunció que la temporada 3 se estrenará en la plataforma de transmisión el 14 de marzo de 2019.
El 23 de abril de 2019, la serie se renovó para una cuarta temporada que se estrenó el 9 de abril de 2020. Solo 7 de los 10 episodios programados se completaron por completo antes de que la producción se detuviera debido a la pandemia de COVID-19. El 14 de mayo de 2020, CBS All Access renovó la serie por una quinta temporada.

### Casting

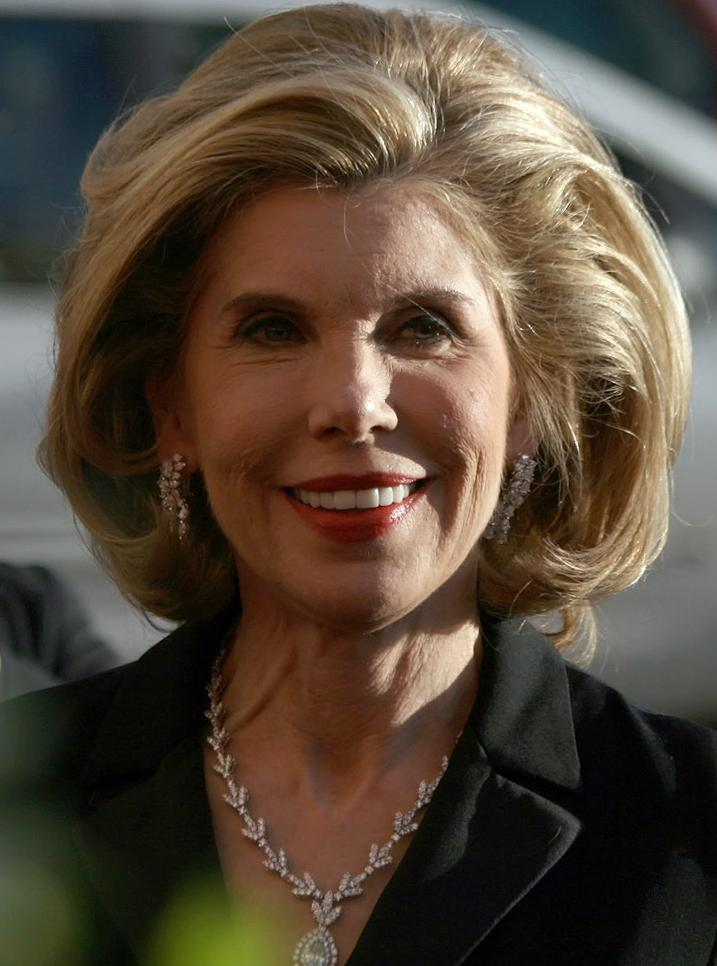
Christine Baranski protagonista de la serie, en el papel de Diane Lockhart.

En mayo de 2016, CBS estaba en negociaciones finales con Christine Baranski para repetir su papel de Diane Lockhart y Cush Jumbo para repetir su papel también. Después de que se retomara la serie, se anunció que Jumbo volvería a interpretar su papel de Lucca Quinn. Deadline anunció el 17 de septiembre de 2016 que Sarah Steele había sido agregada al elenco, regresando como Marissa Gold y apareciendo como la secretaria convertida en investigadora de Diane Lockhart. El 12 de octubre de 2016, se anunció que la ex estrella de Game of Thrones, Rose Leslie había sido elegida para interpretar un papel principal en el programa, el papel de la ahijada de Diane, Maia, que se une a la firma de Diane justo después de pasar la barra.
Al día siguiente, The Hollywood Reporter anunció que Delroy Lindo había sido elegido para interpretar a "Robert" Boseman, un abogado que comienza a cazar a los socios y clientes de Diane. El primer nombre del personaje de Lindo se cambió a "Adrian". Deadline informó el 27 de octubre de 2016 que el programa había agregado a Paul Guilfoyle y Bernadette Peters para papeles recurrentes como los padres de Maia. Guilfoyle interpretaría al padre de Maia, Henry, un asesor financiero tremendamente exitoso que es extraordinariamente rico y amado universalmente. El personaje de Peters, Lenore, fue descrito como una mujer que provenía de un duro entorno de clase trabajadora y es un genio financiero nativamente brillante. Se anunció el 31 de octubre de 2016 que la alumna de Justified, Erica Tazel, se había unido al elenco como una regular de la serie.
El 1 de agosto de 2017, se anunció que Audra McDonald se había agregado al elenco principal de la temporada 2 como Liz Lawrence, repitiendo su papel de la temporada 4 de The Good Wife, y que Michael Boatman y Nyambi Nyambi habían sido promovidos al elenco principal. El 7 de noviembre de 2018, se informó que Michael Sheen se había unido al elenco principal de la temporada 3. El 20 de febrero de 2020, Lindo anunció que dejaría la serie como habitual después de la temporada 4. Jumbo también debía partir al final de la temporada 4. Sin embargo, debido a la temporada acortada por COVID, el programa no pudo desarrollar la historia que llevó a la partida de Lucca Quinn o Adrian Boseman. El 27 de enero de 2021, Charmaine Bingwa fue elegida como una nueva serie regular para el quinta temporada. El 5 de marzo de 2021, Mandy Patinkin se unió al elenco como nueva serie regular para la quinta temporada. El 5 de abril de 2021, se informó que Jumbo y Lindo ahora regresarán como estrellas invitadas para concluir sus historias en la quinta temporada.

## Recepción

### Respuesta crítica
| Temporada | Temporada | Rotten Tomatoes   | Metacritic      |
| --------- | --------- | ----------------- | --------------- |
|           | 1         | 98 % (57 reseñas) | 80 (45 reseñas) |
|           | 2         | 96 % (28 reseñas) | 70 (5 reseñas)  |
|           | 3         | 96 % (23 reseñas) | 83 (8 reseñas)  |
|           | 4         | 95 % (20 reseñas) | 84 (7 reseñas)  |
|           | 5         | 90 % (10 reseñas) | 85 (4 reseñas)  |
|           | 6         | 86 % (7 reseñas)  | 75 (6 reseñas)  |

The Good Fight ha recibido elogios de la crítica generalizados. Rotten Tomatoes informa que la primera temporada tiene una calificación del 98 % según las revisiones de 57 críticos y una calificación promedio de 8.18/10. El consenso crítico del sitio dice: "Un comienzo auspicioso para CBS All Access, The Good Fight sigue sólidamente a su predecesor al tiempo que permite nuevos estilos de narración, un alcance narrativo más amplio y una oportunidad para que su líder explore un nuevo territorio con una lucha humana identificable". En Metacritic, la primera temporada recibió una puntuación de 80 según las críticas de 45 críticos, lo que indica" críticas generalmente favorables ".
La segunda temporada tiene una calificación de aprobación del 96% en Rotten Tomatoes, basada en 28 reseñas, con una calificación promedio de 9.43/10. El consenso crítico del sitio dice: "Enojado pero divertido, The Good Fight elabora con confianza los eventos políticos actuales con sus tramas hábilmente ficticias". En Metacritic, la segunda temporada recibió una puntuación de 70 según las críticas de 5 críticos, lo que indica "críticas generalmente favorables".
La tercera temporada tiene una calificación de aprobación del 96 % en Rotten Tomatoes, basada en 23 reseñas, con una calificación promedio de 9/10. El consenso crítico del sitio dice: "La tercera temporada de The Good Fight no tiene problemas, duplicando los comentarios sociales mientras mantiene las sensacionales delicias del programa para crear uno de los mejores dramas de la televisión". En Metacritic, la tercera temporada recibió un premio. puntuación de 83 basada en reseñas de 8 críticos, lo que indica "aclamación universal".
La cuarta temporada tiene un índice de aprobación del 95% en Rotten Tomatoes, basado en 20 revisiones, con una calificación promedio de 9/10. El consenso crítico del sitio afirma: "The Good Fight se mantiene en plena forma con una cuarta temporada exagerada y completamente cautivadora que juega con los puntos fuertes del programa". En Metacritic, la cuarta temporada recibió una puntuación de 84 basada en revisiones de 7 críticos, indicando "aclamación universal".

### Premios y nominaciones
| Año  | Premio                              | Categoría                                   | Nominado(a)                                                    | Resultado | Ref.          |
| ---- | ----------------------------------- | ------------------------------------------- | -------------------------------------------------------------- | --------- | ------------- |
| 2017 | Gold Derby Awards                   | Best Drama Guest Actress                    | Carrie Preston                                                 | Nominada  | [ 63 ]        |
| 2017 | Primetime Emmy Awards               | Outstanding Original Main Title Theme Music | David Buckley                                                  | Nominado  | [ 64 ]        |
| 2018 | Critic's Choice Television Awards   | Best Actress in a Drama Series              | Christine Baranski                                             | Nominada  | [ 65 ]        |
| 2018 | Critic's Choice Television Awards   | Best Supporting Actor in a Drama Series     | Delroy Lindo                                                   | Nominado  | [ 65 ]        |
| 2018 | Critic's Choice Television Awards   | Best Supporting Actress in a Drama Series   | Cush Jumbo                                                     | Nominada  | [ 65 ]        |
| 2018 | Primetime Creative Arts Emmy Awards | Outstanding Original Music and Lyrics       | Jonathan Coulton (for the song "High Crimes and Misdemeanors") | Nominado  | [ 66 ]        |
| 2018 | TCA Awards                          | Outstanding Achievement in Drama            | The Good Fight                                                 | Nominada  | [ 67 ]        |
| 2019 | Critic's Choice Television Awards   | Best Drama Series                           | The Good Fight                                                 | Nominada  | [ 68 ]        |
| 2019 | TCA Awards                          | Outstanding Achievement in Drama            | The Good Fight                                                 | Nominada  | [ 69 ]        |
| 2019 | TCA Awards                          | Individual Achievement in Drama             | Christine Baranski                                             | Nominada  | [ 69 ]        |
| 2020 | Critic's Choice Television Awards   | Best Drama Series                           | The Good Fight                                                 | Nominada  | [ 70 ]        |
| 2020 | Critic's Choice Television Awards   | Best Actress in a Drama Series              | Christine Baranski                                             | Nominada  | [ 70 ]        |
| 2020 | Critic's Choice Television Awards   | Best Supporting Actor in a Drama Series     | Delroy Lindo                                                   | Nominado  | [ 70 ]        |
| 2020 | Critic's Choice Television Awards   | Best Supporting Actress in a Drama Series   | Audra McDonald                                                 | Nominada  | [ 70 ]        |
| 2020 | TCA Awards                          | Outstanding Achievement in Drama            | The Good Fight                                                 | Nominada  | [ 71 ]        |
| 2021 | Critic's Choice Television Awards   | Best Drama Series                           | The Good Fight                                                 | Nominada  | [ 72 ]        |
| 2021 | Critic's Choice Television Awards   | Best Actress in a Drama Series              | Christine Baranski                                             | Nominada  | [ 72 ]        |
| 2022 | Golden Globes Awards                | Best Actress – Television Series Drama      | Christine Baranski                                             | Nominada  | [ 73 ] [ 74 ] |
| 2022 | Critic's Choice Television Awards   | Best Drama Series                           | The Good Fight                                                 | Nominada  | [ 75 ]        |
| 2022 | Critic's Choice Television Awards   | Best Actress in a Drama Series              | Christine Baranski                                             | Nominada  | [ 75 ]        |
| 2022 | Critic's Choice Television Awards   | Best Supporting Actor in a Drama Series     | Mandy Patinkin                                                 | Nominado  | [ 75 ]        |
| 2022 | Critic's Choice Television Awards   | Best Supporting Actress in a Drama Series   | Audra McDonald                                                 | Nominada  | [ 75 ]        |
| 2022 | TCA Awards                          | Outstanding Achievement in Drama            | The Good Fight                                                 | Nominada  | [ 76 ]        |

## Doblaje al español
| Personaje       | Actor              | Actores de doblaje | Actores de voz           |
| --------------- | ------------------ | ------------------ | ------------------------ |
| Diane Lockhart  | Christine Baranski | Magda Giner        | Ana Ángeles García       |
| Maia Rindell    | Rose Leslie        | Marysol Cervantes  | Blanca (Neri) Hualde     |
| Barbara Kolstad | Erica Tazel        |                    | Ana Esther Alborg        |
| Lucca Quinn     | Cush Jumbo         | Rebeca Gómez       | Ana Jiménez              |
| Adrian Boseman  | Delroy Lindo       | Blas García        | Pedro Tena               |
| Marissa Gold    | Sarah Steele       |                    | Inma Gallego             |
| Colin Morello   | Justin Bartha      | Armando Guerrero   | Jesús Maniega            |
| Jay Dipersia    | Nyambi Nyambi      | Rafael Escalante   | Roberto Cuenca Rodríguez |
| Julius Cain     | Michael Boatman    | Andrés García      | Roberto Encinas          |
| Liz Lawrence    | Audra McDonald     |                    | Chus Gil                 |